# Revival Tour
Revival Tour — второй сольный концертный тур американской певицы Селены Гомес в поддержку её второго сольного альбома «Revival» (2015). Первый концерт прошёл 6 мая 2016 года в Лас-Вегасе, Невада, последнее же выступление в рамках тура должно было состояться в Мексике 18 декабря того же года в городе Гвадалахаре.

## Организация тура
1 октября 2015 года Гомес анонсировала, что начнёт гастролировать по США поздней весной следующего года в поддержку своей пластинки «Revival». Видеоролик с анонсом был размещён на её официальном профиле в «Instagram»: «У меня есть очень волнующее заявление — я объявляю о своём „Revival Tour“. Я буду давать концерты в США и Канаде с мая по июль, а затем отправлюсь за моря».
Она также сказала, что специальный мерч для поклонников будет доступен с ранними билетами на шоу. В интервью для «Entertainment Weekly» она призналась: «Я готова вернуться в дорогу и увидеть каждого фаната лично! Этот альбом отмечает новую и важную главу в моей жизни. Я не могу дождаться, когда выйду на сцену и буду исполнять новый материал».

## Сет-лист
Сет-лист может изменяться на протяжении всего тура
1. Same Old Love
2. Come & Get It (Ремикс)
3. Sober
4. Good For You
5. Survivors
6. Slow Down
7. Love You Like A Love Song (Ремикс)
8. Hands To Myself
9. Who Says (фортепиано/инструментал)
10. Transfiguration (кавер-версия на Hillsong)
11. Nobody
12. Feel Me
13. Me & My Girls
14. Me & The Rhythm
15. Body Heat
16. Sweet Dreams (кавер-версия Eurythmics)
17. Kill Em With Kindness
18. I Want You To Know
19. Revival (Ремикс)

## Отмена концертов
31 августа 2016 года Селена Гомес объявила о перерыве в карьере из-за осложнений, вызванных болезнью, которой певица страдает уже больше двух лет — системной красной волчанкой. В последнее время у певицы участились депрессии и панические атаки, что свидетельствует об осложнениях болезни. «Я хочу сосредоточиться на своем здоровье и счастье, и решила, что лучше сделать паузу на какое-то время. Мне необходимо справиться с этим, и я должна знать, что делаю все возможное», — пояснила 24-летняя артистка. Позже стало известно, что все выступления в рамках европейской части тура будут отменены. Купившим билеты на концерты певицы будет возвращена полная стоимость приобретённого билета.

## Даты концертов
| Дата                       | Город          | Страна                        | Арена                           | Посещаемость                                                             | Доход                                                                    |
| -------------------------- | -------------- | ----------------------------- | ------------------------------- | ------------------------------------------------------------------------ | ------------------------------------------------------------------------ |
| Северная Америка — часть 1 |                |                               |                                 |                                                                          |                                                                          |
| 6 мая 2016                 | Лас-Вегас      | США                           | Mandalay Bay Events Center      | 8 761 / 9 173                                                            | $594 878                                                                 |
| 8 мая 2016                 | Фресно         | США                           | Save Mart Center                | 8 269 / 10 141                                                           | $558 576                                                                 |
| 10 мая 2016                | Сакраменто     | США                           | Sleep Train Arena               | 9 386 / 13 068                                                           | $554 936                                                                 |
| 11 мая 2016                | Сан-Хосе       | США                           | SAP Center                      | 9 669 / 13 639                                                           | $665 065                                                                 |
| 13 мая 2016                | Сиэтл          | США                           | KeyArena                        | 10 363 / 10 690                                                          | 716 660$                                                                 |
| 14 мая 2016                | Ванкувер       | Канада                        | Rogers Arena                    | 11 065 / 11 065                                                          | $709 038                                                                 |
| 16 мая 2016                | Эдмонтон       | Канада                        | Rexall Place                    | 9 131 / 13 051                                                           | $543 719                                                                 |
| 17 мая 2016                | Калгари        | Канада                        | Scotiabank Saddledome           | 7 480 / 12 012                                                           | $440 055                                                                 |
| 19 мая 2016                | Саскатун       | Канада                        | SaskTel Centre                  | 4 913 / 4 913                                                            | $305 943                                                                 |
| 20 мая 2016                | Виннипег       | Канада                        | MTS Centre                      | 6 064 / 6 064                                                            | $343 655                                                                 |
| 22 мая 2016                | Оттава         | Канада                        | Canadian Tire Centre            | 5 502 / 9 541                                                            | $357 126                                                                 |
| 23 мая 2016                | Лондон         | Канада                        | Budweiser Gardens               | 7 948 / 8 635                                                            | $467 569                                                                 |
| 25 мая 2016                | Торонто        | Канада                        | Air Canada Centre               | 13 448 / 13 448                                                          | $821 528                                                                 |
| 26 мая 2016                | Монреаль       | Канада                        | Bell Centre                     | 10 216/11 428                                                            | $567 562                                                                 |
| 28 мая 2016                | Бостон         | США                           | TD Garden                       | 12,545/13,930                                                            | 798,495$                                                                 |
| 29 мая 2016                | Анкасвилль     | США                           | Mohegan Sun Arena               | 7,139/7,139                                                              | 465,290$                                                                 |
| 1 июня 2016                | Бруклин        | США                           | Barclays Center                 | 11,582/12,970                                                            | 893,432$                                                                 |
| 2 июня 2016                | Ньюарк         | США                           | Prudential Center               | 10,573/10,573                                                            | 795,347$                                                                 |
| 4 июня 2016                | Вашингтон      | США                           | Verizon Center                  | 10,021/12,822                                                            | 701,939$                                                                 |
| 5 июня 2016                | Цинциннати     | США                           | U.S. Bank Arena                 | 6,395/6,395                                                              | 408,761$                                                                 |
| 7 июня 2016                | Шарлотт        | США                           | Time Warner Cable Arena         | —                                                                        | —                                                                        |
| 9 июня 2016                | Атланта        | США                           | Philips Arena                   | 7,850/9,106                                                              | 508,645$                                                                 |
| 10 июня 2016               | Орландо        | США                           | Amway Center                    | 9,389/9,600                                                              | 639,745$                                                                 |
| 11 июня 2016               | Майами         | США                           | American Airlines Arena         | 9,595/12,504                                                             | 637,010$                                                                 |
| 14 июня 2016               | Новый Орлеан   | США                           | Smoothie King Center            | 9,062/9,062                                                              | 612,718$                                                                 |
| 15 июня 2016               | Хьюстон        | США                           | Toyota Center                   | 7,510/12,846                                                             | 642,486$                                                                 |
| 17 июня 2016               | Остин          | США                           | Frank Erwin Center              | 7,707/12,293                                                             | 580,609$                                                                 |
| 18 июня 2016               | Даллас         | США                           | American Airlines Center        | 12,206 / 14,203                                                          | $906,170                                                                 |
| 19 июня 2016               | Таласа         | США                           | BOK Center                      | 7,487/8,000                                                              | 528,235$                                                                 |
| 21 июня 2016               | Нашвилл        | США                           | Bridgestone Arena               | 9,507/15,763                                                             | 510,266$                                                                 |
| 22 июня 2016               | Луисвилл       | США                           | KFC Yum! Center                 | 6,575/6,575                                                              | 440,749$                                                                 |
| 24 июня 2016               | Оберн-Хилс     | США                           | The Palace of Auburn Hills      | 8,037/9,966                                                              | 583,971$                                                                 |
| 25 июня 2016               | Чикаго         | США                           | United Center                   | 9,810/13,437                                                             | 703,300$                                                                 |
| 26 июня 2016               | Сент-Луис      | США                           | Scottrade Center                | 7,181/8,000                                                              | 448,623$                                                                 |
| 28 июня 2016               | Сент-Пол       | США                           | Xcel Energy Center              | —                                                                        | —                                                                        |
| 29 июня 2016               | Милуоки        | США                           | Marcus Amphitheater             | —                                                                        | —                                                                        |
| 1 июля 2016                | Канзас-Сити    | США                           | Sprint Center                   | —                                                                        | —                                                                        |
| 2 июля 2016                | Денвер         | США                           | Pepsi Center                    | —                                                                        | —                                                                        |
| 5 июля 2016                | Феникс         | США                           | Talking Stick Resort Arena      | —                                                                        | —                                                                        |
| 6 июля 2016                | Сан-Диего      | США                           | Valley View Casino Center       | —                                                                        | —                                                                        |
| 8 июля 2016                | Лос-Анджелес   | США                           | Staples Center                  | 13,942/13,942                                                            | 978,804$                                                                 |
| 9 июля 2016                | Анахайм        | США                           | Honda Center                    | —                                                                        | —                                                                        |
| 11 июля 2016               | Квебек         | Канада                        | Plains of Abraham               | —                                                                        | —                                                                        |
| Азия — часть 2             |                |                               |                                 |                                                                          |                                                                          |
| 23 июля 2016               | Джакарта       | Индонезия                     | Indonesia Convention Exhibition | —                                                                        | —                                                                        |
| 25 июля 2016               | Куала-Лумпур   | Малайзия                      | Malawati Indoor Stadium         | —                                                                        | —                                                                        |
| 27 июля 2016               | Сингапур       | Сингапур                      | Singapore Indoor Stadium        | —                                                                        | —                                                                        |
| 29 июля 2016               | Бангкок        | Таиланд                       | IMPACT Arena                    | —                                                                        | —                                                                        |
| 31 июля 2016               | Манила         | Филиппины                     | Mall of Asia Arena              | —                                                                        | —                                                                        |
| 2-3 августа 2016           | Токио          | Япония                        | Tokyo International Forum       | —                                                                        | —                                                                        |
| Океания — часть 3          |                |                               |                                 |                                                                          |                                                                          |
| 6 — 7 августа 2016         | Мельбурн       | Австралия                     | Margaret Court Arena            | —                                                                        | —                                                                        |
| 9 августа 2016             | Сидней         | Австралия                     | Hordern Pavilion                | —                                                                        | —                                                                        |
| 11 августа 2016            | Брисбен        | Австралия                     | Brisbane Entertainment Centre   | —                                                                        | —                                                                        |
| 13 августа 2016            | Окленд         | Новая Зеландия                | Vector Arena                    | —                                                                        | —                                                                        |
| Северная Америка           |                |                               |                                 |                                                                          |                                                                          |
| 3 сентября 2016            | Парадайс       | Канада                        | Paradise Park Amphitheater      | Отменено в связи с осложнениями, вызванными системной красной волчанкой. | Отменено в связи с осложнениями, вызванными системной красной волчанкой. |
| 4 сентября 2016            | Монктон        | Канада                        | Moncton Stadium                 | Отменено в связи с осложнениями, вызванными системной красной волчанкой. | Отменено в связи с осложнениями, вызванными системной красной волчанкой. |
| Европа — часть 4           |                |                               |                                 |                                                                          |                                                                          |
| 10 октября 2016            | Хельсинки      | Финляндия                     | Hartwall Arena                  | Отменено в связи с осложнениями, вызванными системной красной волчанкой. | Отменено в связи с осложнениями, вызванными системной красной волчанкой. |
| 12 октября 2016            | Стокгольм      | Швеция                        | Ericsson Globe                  | Отменено в связи с осложнениями, вызванными системной красной волчанкой. | Отменено в связи с осложнениями, вызванными системной красной волчанкой. |
| 13 октября 2016            | Осло           | Норвегия                      | Oslo Spetkrum                   | Отменено в связи с осложнениями, вызванными системной красной волчанкой. | Отменено в связи с осложнениями, вызванными системной красной волчанкой. |
| 15 октября 2016            | Копенгаген     | Дания                         | Forum Copenhagen                | Отменено в связи с осложнениями, вызванными системной красной волчанкой. | Отменено в связи с осложнениями, вызванными системной красной волчанкой. |
| 17 октября 2016            | Кёльн          | Германия                      | Lanxess Arena                   | Отменено в связи с осложнениями, вызванными системной красной волчанкой. | Отменено в связи с осложнениями, вызванными системной красной волчанкой. |
| 18 октября 2016            | Амстердам      | Нидерланды                    | Ziggo Dome                      | Отменено в связи с осложнениями, вызванными системной красной волчанкой. | Отменено в связи с осложнениями, вызванными системной красной волчанкой. |
| 19 октября 2016            | Париж          | Франция                       | AccorHotels Arena               | Отменено в связи с осложнениями, вызванными системной красной волчанкой. | Отменено в связи с осложнениями, вызванными системной красной волчанкой. |
| 22 октября 2016            | Эш-сюр-Альзетт | Люксембург                    | Rockhal                         | Отменено в связи с осложнениями, вызванными системной красной волчанкой. | Отменено в связи с осложнениями, вызванными системной красной волчанкой. |
| 24 октября 2016            | Прага          | Чехия                         | O2 Arena Prague                 | Отменено в связи с осложнениями, вызванными системной красной волчанкой. | Отменено в связи с осложнениями, вызванными системной красной волчанкой. |
| 26 октября 2016            | Милан          | Италия                        | Mediolanum Forum                | Отменено в связи с осложнениями, вызванными системной красной волчанкой. | Отменено в связи с осложнениями, вызванными системной красной волчанкой. |
| 28 октября 2016            | Мюнхен         | Германия                      | Mediolanum Forum                | Отменено в связи с осложнениями, вызванными системной красной волчанкой. | Отменено в связи с осложнениями, вызванными системной красной волчанкой. |
| 29 октября 2016            | Цюрих          | Швейцария                     | Hallenstadion                   | Отменено в связи с осложнениями, вызванными системной красной волчанкой. | Отменено в связи с осложнениями, вызванными системной красной волчанкой. |
| 31 октября 2016            | Франкфурт      | Германия                      | Festhalle                       | Отменено в связи с осложнениями, вызванными системной красной волчанкой. | Отменено в связи с осложнениями, вызванными системной красной волчанкой. |
| 1 ноября 2016              | Антверпен      | Бельгия                       | Sportpaleis                     | Отменено в связи с осложнениями, вызванными системной красной волчанкой. | Отменено в связи с осложнениями, вызванными системной красной волчанкой. |
| 3 ноября 2016              | Манчестер      | Англия                        | Manchester Arena                | Отменено в связи с осложнениями, вызванными системной красной волчанкой. | Отменено в связи с осложнениями, вызванными системной красной волчанкой. |
| 4 ноября 2016              | Лондон         | Англия                        | The O2 Arena                    | Отменено в связи с осложнениями, вызванными системной красной волчанкой. | Отменено в связи с осложнениями, вызванными системной красной волчанкой. |
| 6 ноября 2016              | Бирмингем      | Англия                        | Genting Arena                   | Отменено в связи с осложнениями, вызванными системной красной волчанкой. | Отменено в связи с осложнениями, вызванными системной красной волчанкой. |
| 8 ноября 2016              | Дублин         | Ирландия                      | 3Arena                          | Отменено в связи с осложнениями, вызванными системной красной волчанкой. | Отменено в связи с осложнениями, вызванными системной красной волчанкой. |
| 10 ноября 2016             | Глазго         | Шотландия                     | The SSE Hydro                   | Отменено в связи с осложнениями, вызванными системной красной волчанкой. | Отменено в связи с осложнениями, вызванными системной красной волчанкой. |
| 14 ноября 2016             | Мадрид         | Испания                       | Barclaycard Center              | Отменено в связи с осложнениями, вызванными системной красной волчанкой. | Отменено в связи с осложнениями, вызванными системной красной волчанкой. |
| 16 ноября 2016             | Лиссабон       | Португалия                    | MEO Arena                       | Отменено в связи с осложнениями, вызванными системной красной волчанкой. | Отменено в связи с осложнениями, вызванными системной красной волчанкой. |
| 18 ноября 2016             | Дубай          | Объединённые Арабские Эмираты | Autism Rocks Arena              | Отменено в связи с осложнениями, вызванными системной красной волчанкой. | Отменено в связи с осложнениями, вызванными системной красной волчанкой. |
| Северная Америка — часть 5 |                |                               |                                 |                                                                          |                                                                          |
| 14 декабря 2016            | Мехико         | Мексика                       | Mexico City Arena               | Отменено в связи с осложнениями, вызванными системной красной волчанкой. | Отменено в связи с осложнениями, вызванными системной красной волчанкой. |
| 16 декабря 2016            | Монтеррей      | Мексика                       | Monterrey Arena                 | Отменено в связи с осложнениями, вызванными системной красной волчанкой. | Отменено в связи с осложнениями, вызванными системной красной волчанкой. |
| 18 декабря 2016            | Гвадалахара    | Мексика                       | Telmex Auditorium               | Отменено в связи с осложнениями, вызванными системной красной волчанкой. | Отменено в связи с осложнениями, вызванными системной красной волчанкой. |
| Всего                      | Всего          | Всего                         | Всего                           | 297 407 человек                                                          | 35 600 000 долларов                                                      |